# Mouvement Libéral et Modéré
De Mouvement Libéral et Modéré (Nederlands: Liberale en Gematigde Beweging), is een kleine Franse centrumrechtse partij die in 1989 werd opgericht door Philippe Adnot (Aube). Als enig lid van de partij maakt Adnot sinds 1989 deel uit van de Senaat (Sénat). Naast voorzitter van de partij is Adnot ook voorzitter van de parlementaire groepering Réunion Administrative des Sénateurs ne Figurant sur la Liste d'Aucun Groupe (RASNAG, Administratieve Vergadering voor senatoren niet geplaatst op een lijst van een andere groep).

## Voorzitter
- Philippe Adnot - 1989-heden [bron?]